# Trgovački centar
Trgovački, tržni ili rjeđe prodajni centar (što se zapravo odnosi na glavni distribucijski centar neke tvrtke) (ili engleska posuđenica shopping centar) naziv je za niz maloprodajnih prodavaonica i drugih uslužnih objekata različitih branši. Ponekad se u prodajnim centrima nalaze i drugi sadržaji, kao što su primjerice fitness centri, frizerski saloni, zalogajnice i kina. Vlasnici prodajnih ili uslužnih prostora (lokala) uglavnom su iznajmljivači prostora.

## Tip gradnje
Trgovački centri najčešće se grade kao jedna velika, monolitna zgrada u kojoj se nalazi puno trgovina različitih veličina koje lako mijenjaju svoje dimenzije. Laka promjena dimenzija lokala postiže se tako što se nosivost u prodajnom prostoru ne postiže nosivim zidovima nego nosivim stupovima, pa je u trgovačkom centru lako stvarati trgovine proizvoljne kvadrature uporabom pregradnih zidova od gips-kartonskih ploča. Takvi su zahvati olakšani time što monolitni centri imaju zajedničke sanitarne prostorije, ponekad i više njih na jednome katu trgovačkog centra.

## Specifičnosti po državama
U većini zapadnoeuropskih zemalja oblik prodaje u zajedničkom otvorenom prostoru sa štandovima najčešće je prisutan na tržnicama hrane, odnosno mliječnih, suhomesnatih proizvoda i ribe, dok se ostali oblici robe najčešće prodaju u zasebnim prostorima. U državama nastalim raspadom SSSR-a često se na štandovima u velikim trgovačkim centrima prodaju svi oblici robe, osim luksuzne i ljekarničke robe. 

### Hrvatska
U Hrvatskoj prije 1990. godine nije bilo modernih trgovačkih centara, najbliži sličan oblik bili su nizovi trgovina u centrima većih gradova. 

#### Zagreb
Unatoč izgradnji brojnih trgovačkih centara, u Zagrebu su i danas prostori u prizemlju zgrada ulica na istočnom (Jurišićeva) i zapadnom prilazu (Ilica) glavnom gradskom trgu - Trg bana Jelačića većinom zauzeti trgovinama, te ugostiteljskim objektima u manjoj mjeri. Trgovački centri raspoređeni su po cijelom gradu (kronološki pregled):
- Importanne centar kraj Glavnog kolodvora sagrađen je početkom 1990.-ih godina (1993. – 1994. godine)[1] iskopom odnosnom podzemnom gradnjom, te renoviranjem pothodnika ispod perona kolodvora, u kojem su i prije gradnje modernog trgovačkog centra bile prodavaonice, ali bitno manji broj nego danas, jer su prije renovacije trgovine bile na jednom nivou, istočno i zapadno od samog pothodnika, kojom je sagrađen trgovački centar na nekoliko etaža na kojima se nalaze prodavaonice i garažni prostor. Centar ima preko 200 trgovina i ugostiteljskih lokala ukupne površine od 31.000 kvadratnih metara.[2]

- Shopping centar Prečko, otvoren 1995. godine, prvi je nadzemni trgovački centar u Zagrebu.[3]

- Importanne galerija, sagrađena 1997. godine,[4] nalazi se između Trga Drage Iblera i Vlaške ulice, navodi se da je to drugi po redu otvoreni shopping centar, smješten u samom centru Zagreba.[5]

- Centar Kaptol, na Gornjem gradu, između Tkalčićeve i Medvedgradske ulice. Gradnja je počela 1999. godine, svečan je otvoren 14. veljače 2000.,[6] ima 85 prodavaonica, podzemna garaža ima 520 parkirnih mjesta.

- Avenue Mall u Novom Zagrebu, na križanju avenija Dubrovnik i Većeslava Holjevca, otvoren je 2007. godine, na preko 27.000 kvadratnih metara.[7]

- Supernova Garden Mall, prvotno pod imenom Garden Mall otvoren je 24. rujna 2009. godine.[8]

- Arena centar u Novom Zagrebu na Laništu, u blizini rotora, otvoren je 4. studenoga 2010. godine.[9]

- dopuniti nadnevkom otvaranja:
- West Gate u Zaprešiću.
- Branimir centar u Branimirovoj ulici.
- Prebendarski vrtovi na kraju Tkalčićeve, planira se spajanje s Centrom Kaptol.
- City Centar One ili Zapad, nalazi se kraj Ljubljanske avenije, adresa je Jankomir 33.
- City Centar East ili Istok, nalazi se na Slavonskoj aveniji, sjeverno od Zelene tržnice na Žitnjaku.

#### Bjelovar
- Stop&Shop, na južnoj zaobilaznici, otvoren je 14. travnja 2016. godine.[10] Prvi je i za sada jedini u Bjelovarsko-bilogorskoj županiji.

#### Zadar
- Supernova Zadar, na ulazu u Zadar, je sa svojih 140 prodavaonica najveći trgovački centar u Zadarskoj županiji, a otvoren je 11. studenog 2010. godine.[11]

## Mješoviti oblik
Jedan manji broj trgovačkih centara mješovitog je oblika, gdje investitor gradnje i vlasnik samog objekta u konačnici rabi veći dio objekta, a u manjem dijelu objekta iznajmljuje se jedan ili više poslovnih prostora.
Ovaj oblik nazočan je u Zagrebu u prodajnim prostorima Kauflanda, u kojima se tipično osim velike Kauflandove samoposluge - supermarketa nalazi još 5-10 poslovnih prostora, među kojima je tipično mjenjačnica, prodaja novina, prodavaonica kruha i pekarskih proizvoda, obrti.